# Hylopetes platyurus
Hylopetes platyurus is een zoogdier uit de familie van de eekhoorns (Sciuridae). De wetenschappelijke naam van de soort werd voor het eerst geldig gepubliceerd door Jentink in 1890.

## Voorkomen
De soort komt voor in Indonesië en Maleisië.